# Демі Ловато

Автограф співачки

Деметрія Девонн «Демі» Ловато (англ. Demetria Devonne «Demi» Lovato; нар. 20 серпня 1992, Альбукерке, США) — американська акторка, співачка, музикантка (гітара, клавішні), авторка пісень, композиторка та телеперсона.
Вперше з'явилася на телебаченні як акторка у серіалі «Барні та друзі». Здобула популярність завдяки ролі Мітчі Торреса у фільмі компанії «Дісней» «Рок в літньому таборі» і «Рок в літньому таборі 2». Також виконала головну роль у серіалі каналу Дісней «У Сонні є шанс». У 2009 році зіграла головну роль у фільмі «Програма захисту принцес». Випустила альбом Don't Forget 23 вересня 2008 року, що посів друге місце в списку Billboard 200. В перший тиждень було продано 89 000 копій. Після цього було продано близько 473 000 платівок. В інтерв'ю Ловато сказала, що альбом було записано за 10 днів. Другий альбом Here We Go Again в перший тиждень продався 108 000 копіями і посів перше місце в Billboard 200.

## Життєпис
Народилася 20 серпня 1992 року в Далласі (штат Техас) у сім'ї мексиканця Патріка Ловато (помер 22 червня 2013 року) та ірландки-італійки Діани Гарт де Ла Гарца. Після розлучення у 1994 році (Демі було 2 роки) батько переїхав до Нью-Мексико.
Почала грати на піаніно в 7 років. Здобула диплом старшої школи екстерном. Має старшу сестру Даллас та молодшу зведену сестру Медісон де Ла Гарца.
Зустрічалася зі старшим братом Майлі Сайрус та гітаристом Metro Station Трейсом. У 2010 році почала зустрічатись із Джо Джонасом, колегою по фільму Рок в літньому таборі. 24 травня 2010 заявила про припинення стосунків. У 2010 познайомились із Вілмером Вальдеррамою, а у січні 2011 почала з ним зустрічатися. У 2015 році ходили чутки про заручини, що пізніше були спростовані. В червні 2016 року Ловато сповістила, що офіційно розійшлася з Вілмером.
У 2018 році потрапила до лікарні через передозування героїном.
У 2021 році Демі Ловато потрапила на реабілітацію, де їй діагностовано біполярний розладу після багатьох років боротьби з булімією та наркоманією.
19 травня 2021 року Ловато публічно заявила, що не бінарна, і змінила займенник на they/them. У квітні 2022 змінила назад на вона/її. У серпні 2023 описала себе як «текучу людину», яка «знову прийняла займенники вона/її», коли почала почуватися «більш жіночною». Того вересня вона повторила, що «все ще почувається дуже комфортно з them».

## Тури
Хедлайнерка
- Demi Lovato: Live in the concert (2009—2010)
- A special night with Demi Lovato (2012—2013)
- Neon Lights Tour (2014)
- Demi World Tour (2014—2015)
- Future Tour Now (2016)

Промотури
- Demi Live! Warm Up Tour (2008)
- An Evening with Demi Lovato (2011)

На розігріві
- Jonas Brothers — Burnin'Up Tour (2008)
- Авріл Лавін — The Best Dawn Tour (2008)
- Енріке Іглесіас — Sex and Love Tour (2014)

## Дискографія
- Don't Forget (2008)
- Here We Go Again (2009)
- Unbroken (2011)
- Demi (2013)
- Confident (2015)
- Tell Me You Love Me (2017)
- Dancing with the Devil... the Art of Starting Over (2021)
- HOLY FVCK(2022)

## Фільмографія
| Рік  |    | Українська назва                                     | Оригінальна назва                               | Роль   |
| ---- | -- | ---------------------------------------------------- | ----------------------------------------------- | ------ |
| 2008 | тф | Camp Rock: Музичні канікули                          | Camp Rock                                       |        |
| 2009 | с  | У Сонні є шанс                                       | Sonny with a Chance                             |        |
| 2009 | тф | Програма захисту принцес                             | Princess Protection Program                     |        |
| 2009 | ф  | Jonas Brothers: The 3D Concert Experience            | Jonas Brothers: The 3D Concert Experience       |        |
| 2010 | тф | Рок Табір 2: Фінальна битва                          | Camp Rock 2: The Final Jam                      |        |
| 2012 | тф | Демі Ловато: Будь сильна                             | Demi Lovato: Stay Strong                        |        |
| 2017 | тф | Смурфики: Загублене містечко                         | Smurfs: The Lost Village                        |        |
| 2017 | тф | Демі Ловато: Просто про складне                      | Demi Lovato: Simply Complicated                 |        |
| 2018 | тф | Чарівна                                              | Charming (film)                                 |        |
| 2020 | тф | Пісенний конкурс Євробачення: Історія вогненної саги | Eurovision Song Contest: The Story of Fire Saga | Катяна |